# Jiang Yonghua
Jiang Yonghua (chinesisch 江永华 / 江永華, Pinyin Jiāng Yǒnghuá; * 7. September 1973 in Jixi) ist eine ehemalige chinesische Bahnradsportlerin.

## Sportliche Laufbahn
Jiang trat international in den Jahren 2002 bis 2004 in Erscheinung. Ihre Spezialdisziplin war dabei das 500-Meter-Zeitfahren. 2002 gewann sie in der Disziplin sowohl die Asienmeisterschaften als auch die Asienspiele. Am 11. August 2002 stellte sie beim abschließenden Weltcup-Rennen in Kunming mit 34,000 Sekunden einen neuen Weltrekord im 500-Meter-Zeitfahren auf. Mit dem Sieg sicherte sie sich auch noch die Weltcup-Gesamtwertung in der Disziplin.
2004 wurde Jiang erneut Asienmeisterin im Zeitfahren, parallel dazu erzielte sie bei den Asienmeisterschaften ihren einzigen internationalen Sieg im Sprint. Sowohl bei den Weltmeisterschaften in Melbourne als auch den Olympischen Sommerspielen 2004 in Athen errang sie jeweils die Silbermedaille im 500-Meter-Zeitfahren hinter der Australierin Anna Meares.

## Erfolge
2002
- Bahnrad-Weltcup in Kunming – 500-Meter-Zeitfahren
- Gesamtwertung Bahnrad-Weltcup 2002 – 500-Meter-Zeitfahren
- Asienspiele – 500-Meter-Zeitfahren
- Asienmeisterin – 500-Meter-Zeitfahren

2004
- Olympische Sommerspiele – 500-Meter-Zeitfahren
- Weltmeisterschaften – 500-Meter-Zeitfahren
- Asienmeisterin – 500-Meter-Zeitfahren und Sprint